# 戈约欣
戈约欣是巴西巴拉那州的一个市镇。总面积702.47平方公里，总人口8232人，人口密度11.7人/平方公里。